# 신승원
신승원(申勝元, 1994년 7월 29일 ~ )은 전 오스트레일리안 베이스볼 리그 질롱 코리아의 포수이다.

## 한국 프로야구 시절

### 한화 이글스시절
2013년에 입단하였다.

## 한국 독립야구 시절

### 연천 미라클시절
2017년에 입단하였다.

## 호주 프로야구 시절
2018년에 질롱 코리아에 입단하였다.

## 출신 학교
- 광주서석초등학교
- 전라중학교
- 천안북일고등학교